# Katia Wyszkop
Katia Wyszkop est une décoratrice française.

## Biographie
Katia Wyszkop a fait des études d'architecte. N'aimant pas voir ses œuvres et ayant peur de l'échec, elle souhaite se reconvertir. 
Sa mère est journaliste, ce qui permet à Katia Wyszkop d'avoir un pied dans le monde du cinéma, un domaine qui la passionne. C'est après une rencontre avec Maurice Pialat et Jean-Claude Bourlat qu'elle devient alors décoratrice.

## Filmographie sélective
- 1987 : Sous le soleil de Satan de Maurice Pialat
- 1991 : Van Gogh de Maurice Pialat
- 1993 : Roulez jeunesse ! de Jacques Fansten
- 1996 : Le Cri de la soie de Yvon Marciano
- 1998 : La voie est libre de Stéphane Clavier
- 1998 : L'École de la chair de Benoît Jacquot
- 1999 : Augustin, roi du kung-fu d'Anne Fontaine
- 2000 : Les Destinées sentimentales d'Olivier Assayas
- 2001 : Ma femme est une actrice de Yvan Attal
- 2001 : Monsieur Ibrahim et les Fleurs du Coran de François Dupeyron
- 2004 : Ils se marièrent et eurent beaucoup d'enfants de Yvan Attal
- 2005 : Mon petit doigt m'a dit... de Pascal Thomas
- 2005 : Le crime est notre affaire de Pascal Thomas
- 2010 : Ensemble, nous allons vivre une très, très grande histoire d'amour... de Pascal Thomas
- 2010 : Potiche de François Ozon
- 2011 : Propriété interdite de Hélène Angel
- 2012 : Les Adieux à la reine de Benoît Jacquot
- 2014 : Saint Laurent de Bertrand Bonello
- 2020 : Madeleine Collins d'Antoine Barraud
- 2021 : Benedetta de Paul Verhoeven

## Distinctions

### Récompense
- 2013 : César des meilleurs décors pour Les Adieux à la reine

### Nominations
- 1992 : César des meilleurs décors pour Van Gogh
- 2001 : César des meilleurs décors pour Les Destinées sentimentales
- 2015 : César des meilleurs décors pour Saint Laurent
- 2016 : César des meilleurs décors pour Journal d'une femme de chambre